# Meaux
Meaux là một xã trong vùng đô thị Paris, thuộc tỉnh Seine-et-Marne, vùng hành chính Île-de-France của nước Pháp, có dân số là 49.800 người (thời điểm 2005).

## Những người con của thành phố
- Philippe de Vitry (1291-1361), nhà soạn nhạc, nhà thơ
- Guillaume Briçonnet (1470-1534), giám mục của Meaux
- Jacques Lefèvre d'Étaples
- Guillaume Farel (1489-1565)
- Henri Moissan (1852-1907) lớn lên tại Meaux, nhận Giải thưởng Nobel về hóa học năm 1906
- Véronique Genest, (sinh 1957), diễn viên
- Eric Leblacher (sinh 1978), vận động viên đua xe đạp

### Other "Meaux"
- Meaux la Montagne, Rhône departement (France)
- Meaux, Louisiana (USA)